# Hansen Studios
Hansen Studios er et dansk pladestudie i Ribe, der drives af den danske sanger, guitarist og musikproducer Jacob Hansen. Det er specialiseret i lydmiksning, mastering indspilning. De vigtigste kunder er forskellige ekstremmetalbands.

## Historie
Jacob Hansen producerede, masterede og mixede album siden 1990. De første indspilninger blev udført på en båndoptager. Hans navn blev langsomt kendt uden for hjembyen Esbjerg og flere musikere kom til ham for at indspille musik. Grupperne kom enten til ham, eller han udførte arbejdet i andre pladestudier. Hansen selv har været aktiv i i undergrundsmetal, hvor flere bands kendte til ham. Mange af kunderne kom derfor fra heavy metalmiljøet.
Hansen Studios har arbejdet med bands som Destruction, Heaven Shall Burn, Neaera, Illdisposed, Volbeat og Maroon.

## Kunder
Denne liste er ikke fuldkommen.
| År   | Band              | Album                                      | Arbejde                                 |
| ---- | ----------------- | ------------------------------------------ | --------------------------------------- |
| 2003 | Aborted           | Goremageddon: The Saw and the Carnage Done | Indspilning, lydmiks og mastering       |
| 2005 | Communic          | Conspiracy in Mind                         | Indspilning, lydmiks og mastering       |
| 2004 | Raunchy           | Confusion Bay                              | Indspilning og lydmiks                  |
| 2004 | Mercenary         | 11 Dreams                                  | Indspilning og lydmiks                  |
| 2006 | Neaera            | Let the Tempest Come                       | Indspilning, lydmiks og mastering       |
| 2006 | Leatherwolf       | World Asylum                               | Lydmiks                                 |
| 2006 | Heaven Shall Burn | Deaf to Our Prayers                        | Lydmiks og mastering                    |
| 2006 | Volbeat           | Rock The Rebel / Metal The Devil           | Indspilning, lydmiks og mastering       |
| 2007 | Fear My Thoughts  | Vulcanus                                   | Indspilning, lydmiks og mastering       |
| 2007 | Deadlock          | Wolves                                     | Lydmiks                                 |
| 2008 | Paradox           | Eletrify                                   | Lydmiks                                 |
| 2008 | Volbeat           | Guitar Gangsters & Cadillac Blood          | Indspilning, lydmiks og mastering       |
| 2008 | Destruction       | D.E.V.O.L.U.T.I.O.N.                       | Indspilning, lydmiks og mastering       |
| 2009 | Pestilence        | Resurrection Macabre                       | Indspilning, lydmiks og mastering       |
| 2009 | Icon in Me        | Human Museum                               | Trommeindspilning, lydmiks og mastering |
| 2009 | Týr               | By the Light of the Northern Star          | Lydmiks                                 |
| 2016 | Dizzy Mizz Lizzy  | Forward in Reverse                         | Indspilning og lydmiks                  |
| 2016 | Volbeat           | Seal the Deal & Let's Boogie               | Indspilning                             |
| 2016 | Grumpynators      | City of Sin                                | Indspilning, mix og mastering           |
| 2019 | Volbeat           | Rewind, Replay, Rebound                    | Indspilning                             |
| 2021 | Volbeat           | Servant of the Mind                        | Indspilning                             |
| 2024 | D-A-D             | Speed of Darkness                          | Indspilning                             |